# Фаврсков (муніципалітет)
Фаврсков (дан. Favrskov) — муніципалітет у регіоні Центральна Ютландія королівства Данія. Площа — 540.3 квадратних кілометрів. Адміністративний центр муніципалітету — місто Гадстен, Гіннеруп, Гаммел та Гворслев.

## Населення
У 2012 році населення муніципалітету становило 47 117 осіб.